# Luigi Salvatore d'Asburgo-Lorena
Luigi Salvatore d'Asburgo-Lorena (nome completo: Luigi Salvatore Maria Giuseppe Giovanni Battista Domenico Ranieri Ferdinando Carlo Zanobi Antonino d'Asburgo-Lorena) (Firenze, 4 agosto 1847 – Brandýs nad Labem-Stará Boleslav, 12 ottobre 1915) fu principe di Toscana e arciduca d'Austria, e geografo noto per i suoi studi scientifici sul Mediterraneo.

## Biografia

### Infanzia a Firenze
Luigi Salvatore nacque a Firenze, a Palazzo Pitti, nono dei dieci figli del granduca Leopoldo II di Toscana (1797-1870) e della sua seconda moglie la granduchessa Maria Antonia di Borbone-Due Sicilie (1814-1898). I suoi nonni paterni furono il granduca Ferdinando III di Toscana e Luisa Maria Amalia di Borbone-Napoli; quelli materni il re Francesco I delle Due Sicilie e Maria Isabella di Borbone-Spagna.
A differenza delle altre corti d'Europa, dove vigeva una rigida etichetta, la famiglia dei Lorena viveva in clima più rilassato e affettuoso in cui i principi reali non erano soffocati dalle regole del protocollo e dal militarismo imperante nell'Ottocento. Luigi Salvatore, dunque, ebbe modo di crescere in un ambiente aperto e ricevette un'educazione liberale, che si poggiava sui principi della modestia, dell'impegno e dell'intelligenza. Fin da piccolo il principe dimostrò una naturale predisposizione per lo studio delle lingue e della natura (nel giardino di Boboli aveva uno scimpanzé, chiamato Gorilla, di cui si occupava personalmente).
Un primo scontro con la violenta realtà dell'Europa avvenne quando Luigi Salvatore aveva soltanto un anno, a seguito delle rivoluzioni del 1848. Nel febbraio 1849, infatti, mentre prendeva potere l'ala ultrademocratica toscana, la famiglia granducale decise di partire alla volta di Gaeta. La granduchessa Maria Antonietta non viaggiò insieme al resto della famiglia, ma solo con i suoi due figli più piccoli, Luisa e Luigi. A Orbetello, la granduchessa fu assalita dal popolo che voleva trattenerla insieme ai figli, che scoppiarono a piangere; l'intervento di un cacciatore del granduca permise a Maria Antonietta di proseguire e di raggiungere la nave del marito.
La famiglia granducale rimase a Gaeta per diversi mesi e poté rientrare a Firenze solo il 28 luglio 1849. Seguirono anni relativamente tranquilli per la famiglia di Leopoldo II, fino allo scoppio della Seconda guerra d'indipendenza italiana. Il 27 aprile 1859, infatti, di fronte alla popolazione che sosteneva l'entrata in guerra a fianco del Piemonte contro l'Austria, Leopoldo II per evitare spargimenti di sangue decise di lasciare la città. Quando Luigi lasciò la sua patria non aveva ancora compiuto dodici anni.

### Giovinezza alla corte degli Asburgo d'Austria
La famiglia di Leopoldo II trovò rifugio alla corte dell'imperatore Francesco Giuseppe I d'Austria, capo del ramo austriaco degli Asburgo. I Lorena, nei territori dell'impero, possedevano delle proprietà private in Boemia: il castello di Brandýs divenne la loro nuova dimora e lì Luigi Salvatore visse la sua adolescenza.

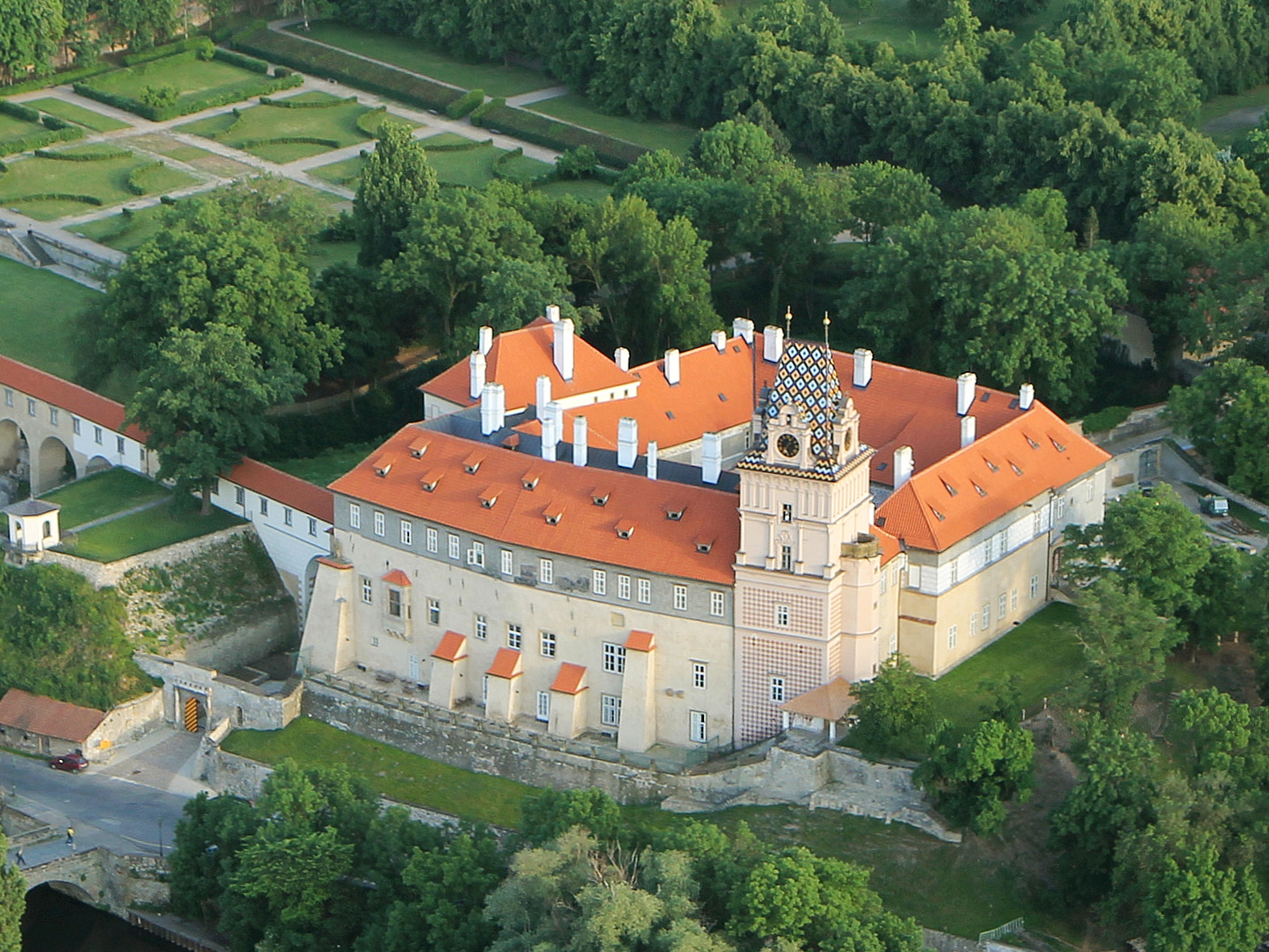
Castello a Brandeis (ora Brandýs nad Labem, Repubblica Ceca), dove Ludwig Salvator visse dopo il suo esilio dalla Toscana fino alla sua morte.

Secondo la tradizione della famiglia imperiale degli Asburgo, gli arciduchi ricevevano un'educazione militare; così anche i principi lorenesi dovettero adeguarsi a una funzione nell'Imperial regio esercito austro-ungarico. Tuttavia, a differenza dei fratelli Carlo e Giovanni, Luigi non mostrò alcuna predisposizione verso la carriera militare e continuò a indirizzarsi verso la cultura e gli studi.
Si innamorò, ricambiato, di una lontana cugina, l'arciduchessa Matilde d'Asburgo-Teschen, ma non poterono né fidanzarsi né sposarsi: infatti ella era già destinata a convolare a nozze con l'erede al trono d'Italia, Umberto di Savoia, al fine di migliorare i rapporti già tesi tra l'Austria-Ungheria e Italia. La sventurata arciduchessa morì in maniera tragica a soli diciott'anni, nel 1867: nel tentativo di nascondere agli occhi del padre una sigaretta che stava fumando, incendiò il suo abito di tulle e in pochi istanti fu avvolta dalle fiamme.
Nel 1869 la famiglia granducale tornò in Italia, a Roma; tuttavia, qualche mese dopo la morte di Leopoldo II (avvenuta nel gennaio 1870), la presa della Città Eterna da parte delle truppe italiane costrinse nuovamente i Lorena all'esilio austriaco.

### Esploratore e geografo
Luigi scoprì presto il suo amore per i viaggi in mare e per le terre del Sud: dal 1867, con il falso nome di "conte di Neudorf", intraprese a vent'anni il suo primo viaggio verso le isole Baleari. Nei suoi viaggi visitò anche le isole Eolie e Ustica. Fu profondamente colpito dalla natura selvaggia di Maiorca e dall'amabilità dei suoi abitanti. Si dedicò nei suoi viaggi al disegno e alla pittura. Autore di diverse pubblicazioni geografiche, spese il suo impegno nella conservazione di importanti aree naturalistiche.

## Ascendenza
|                                                         |                                |                                | Genitori                                |  |  | Nonni |  |  | Bisnonni                             |  |  | Trisnonni                            |  |
|                                                         |                                |                                |                                         |  |  |       |  |  | Leopoldo II, Sacro Romano Imperatore |  |  | Francesco I, Sacro Romano Imperatore |  |
|                                                         |                                |                                |                                         |  |  |       |  |  | Leopoldo II, Sacro Romano Imperatore |  |  | Francesco I, Sacro Romano Imperatore |  |
|                                                         |                                | Maria Teresa d'Austria         |                                         |  |  |       |  |  | Leopoldo II, Sacro Romano Imperatore |  |  |                                      |  |
| Ferdinando III, Granduca di Toscana                     |                                |                                |                                         |  |  |       |  |  | Leopoldo II, Sacro Romano Imperatore |  |  |                                      |  |
|                                                         |                                | Infanta Maria Luisa di Spagna  | Carlo III di Spagna                     |  |  |       |  |  |                                      |  |  |                                      |  |
|                                                         |                                | Infanta Maria Luisa di Spagna  | Carlo III di Spagna                     |  |  |       |  |  |                                      |  |  |                                      |  |
|                                                         |                                | Infanta Maria Luisa di Spagna  | Maria Amalia di Sassonia                |  |  |       |  |  |                                      |  |  |                                      |  |
| Leopoldo II, Granduca di Toscana                        |                                | Infanta Maria Luisa di Spagna  |                                         |  |  |       |  |  |                                      |  |  |                                      |  |
|                                                         |                                | Ferdinando I delle Due Sicilie | Carlo III di Spagna                     |  |  |       |  |  |                                      |  |  |                                      |  |
|                                                         |                                | Ferdinando I delle Due Sicilie | Carlo III di Spagna                     |  |  |       |  |  |                                      |  |  |                                      |  |
|                                                         |                                | Ferdinando I delle Due Sicilie | Maria Amalia di Sassonia                |  |  |       |  |  |                                      |  |  |                                      |  |
| Principessa Luisa di Napoli e Sicilia                   |                                | Ferdinando I delle Due Sicilie |                                         |  |  |       |  |  |                                      |  |  |                                      |  |
|                                                         |                                | Maria Carolina d'Austria       | Francesco I, Sacro Romano Imperatore    |  |  |       |  |  |                                      |  |  |                                      |  |
|                                                         |                                | Maria Carolina d'Austria       | Francesco I, Sacro Romano Imperatore    |  |  |       |  |  |                                      |  |  |                                      |  |
|                                                         |                                | Maria Carolina d'Austria       | Maria Teresa d'Austria                  |  |  |       |  |  |                                      |  |  |                                      |  |
| Arciduca Luigi Salvatore d'Austria, Principe di Toscana |                                | Maria Carolina d'Austria       |                                         |  |  |       |  |  |                                      |  |  |                                      |  |
|                                                         | Ferdinando I delle Due Sicilie | Carlo III di Spagna            |                                         |  |  |       |  |  |                                      |  |  |                                      |  |
|                                                         | Ferdinando I delle Due Sicilie | Carlo III di Spagna            |                                         |  |  |       |  |  |                                      |  |  |                                      |  |
|                                                         | Ferdinando I delle Due Sicilie | Maria Amalia di Sassonia       |                                         |  |  |       |  |  |                                      |  |  |                                      |  |
| Francesco I delle Due Sicilie                           | Ferdinando I delle Due Sicilie |                                |                                         |  |  |       |  |  |                                      |  |  |                                      |  |
|                                                         |                                | Maria Carolina d'Austria       | Francesco I, Sacro Romano Imperatore    |  |  |       |  |  |                                      |  |  |                                      |  |
|                                                         |                                | Maria Carolina d'Austria       | Francesco I, Sacro Romano Imperatore    |  |  |       |  |  |                                      |  |  |                                      |  |
|                                                         |                                | Maria Carolina d'Austria       | Maria Teresa d'Austria                  |  |  |       |  |  |                                      |  |  |                                      |  |
| Maria Antonia di Borbone-Due Sicilie                    |                                | Maria Carolina d'Austria       |                                         |  |  |       |  |  |                                      |  |  |                                      |  |
|                                                         |                                | Carlo IV di Spagna             | Carlo III di Spagna                     |  |  |       |  |  |                                      |  |  |                                      |  |
|                                                         |                                | Carlo IV di Spagna             | Carlo III di Spagna                     |  |  |       |  |  |                                      |  |  |                                      |  |
|                                                         |                                | Carlo IV di Spagna             | Maria Amalia di Sassonia                |  |  |       |  |  |                                      |  |  |                                      |  |
| Infanta Maria Isabella di Spagna                        |                                | Carlo IV di Spagna             |                                         |  |  |       |  |  |                                      |  |  |                                      |  |
|                                                         |                                | Maria Luisa di Parma           | Filippo I, Duca di Parma                |  |  |       |  |  |                                      |  |  |                                      |  |
|                                                         |                                | Maria Luisa di Parma           | Filippo I, Duca di Parma                |  |  |       |  |  |                                      |  |  |                                      |  |
|                                                         |                                | Maria Luisa di Parma           | Principessa Luisa Elisabetta di Francia |  |  |       |  |  |                                      |  |  |                                      |  |
|                                                         |                                | Maria Luisa di Parma           |                                         |  |  |       |  |  |                                      |  |  |                                      |  |

## Opere
- Die Balearen. In Wort und Bild geschildert (1869-1891)
- Levkosia, die Hauptstadt von Zypern, (1873)
- Die Karawanenstraße von Ägypten nach Syrien, (1878)
- Die Liparischen Inseln, (1895)
- Zante, (1904)
- Panaria, (2005) in italiano